# La banda del Golden Rocket
La banda del Golden Rocket è una sitcom prodotta tra il 1991 al 1993 e trasmessa dal canale Canal 13 dal 4 marzo 1991 al dicembre 1993. Ha raggiunto un alto numero di rating alla sua prima trasmissione. La sitcom è dedicata ad un pubblico giovanile.
Racconta la storia di tre cugini di nome Adrián, Diego e Fabián che non si sono mai visti, fino a quanto ereditano da un nonno una Chevrolet 400, soprannominata "Golden Rocket" (in lingua italiana "Razzo d'oro") e però devono condividerla.
I tre protagonisti: Suar, Torres e Vena si sono rincontrati a distanza di vent'anni in una apparizione in Los únicos.